# Pandemia de COVID-19 en Amazonas (Brasil)
La pandemia de enfermedad por coronavirus en Amazonas, estado de Brasil, inició el 13 de marzo de 2020. Hay 97.079 casos confirmados y 3.224 fallecidos.

## Cronología

### 2020: Brote inicial, crecimiento exponencial y primera ola
El 13 de marzo el primer caso confirmado fue en Manaus, capital de Amazonas. Se trata de una mujer que había regresado de Londres, Reino Unido.
El 24 de marzo se registró la primera muerte por la COVID-19 se registró en Parintins. Se trataba de un hombre de 49 anos, portador de hipertensión arterial.
El 30 de marzo se registró la segunda muerte por la COVID-19 en Manaus. Se trataba del músico Robson de Souza Lopes, o "Binho" de 43 años, que estaba internado desde el 20 del mismo mes, el era portador de asma.

## Estadísticas

### Según municipio
Lista de municipios de Amazonas con casos confirmados:
| Posición | Municipio                    | N.º casos | N.º muertes |
| -------- | ---------------------------- | --------- | ----------- |
| 1        | Manaus                       | 3273      | 312         |
| 2        | Manacapuru                   | 465       | 28          |
| 3        | Parintins                    | 159       | 12          |
| 4        | Iranduba                     | 122       | 10          |
| 5        | Itacoatiara                  | 116       | 10          |
| 6        | Santo Antônio do Içá         | 105       | 2           |
| 7        | Maués (Amazonas)             | 98        | 8           |
| 8        | Tabatinga (Amazonas)         | 83        | 7           |
| 9        | Coari                        | 80        | 7           |
| 10       | Rio Preto da Eva             | 79        | 2           |
| 11       | Careiro                      | 78        | 3           |
| 12       | Autazes                      | 77        | 7           |
| 13       | Carauari                     | 67        | 1           |
| 14       | Presidente Figueiredo        | 52        | 2           |
| 15       | São Paulo de Olivença        | 44        | 1           |
| 16       | Tefé                         | 41        | 2           |
| 17       | Anori                        | 32        | 0           |
| 18       | Tonantins                    | 29        | 0           |
| 19       | Amaturá                      | 25        | 0           |
| 20       | Benjamin Constant (Amazonas) | 25        | 1           |